# 埃多州
埃多州（英語：Edo State）是奈及利亞36州之一，首府贝宁城。人口3,233,366（2006年）。該州成立於1991年，原本是 中西部州的一部分。該州以東是阿南布拉州，西南是三角洲州，以西是翁多州。该州首府贝宁城是尼日利亚第四大城市，也是该国橡胶工业中心。